# Verónica Forqué
Verónica Forqué Vázquez-Vigo (Madrid, 1 de dezembro de 1955 – Madrid, 13 de dezembro de 2021) foi uma atriz espanhola. Desde o inicio de sua carreira recebeu quatro Premios Goya, incluindo o de melhor atriz em 1988 e 1994. 
Verónica também era conhecida por ser uma das atrizes de maior destaque em filmes do cineasta Pedro Almodóvar e no cinema espanhol⁣, em geral, sendo, também, umas das mais populares na cena cultural de seu país.

## Morte
Forqué foi encontrada morta em 13 de dezembro de 2021, em sua residência em Madrid.
Algumas fontes policiais apontaram à imprensa espanhola, que a causa de sua morte teria sido aparentemente em consequência de um suicídio.

## Filmografia

### Cinema
| Ano  | Filme                                              | Diretor                         |
| ---- | -------------------------------------------------- | ------------------------------- |
| 1972 | Mi querida señorita                                | Jaime de Armiñán                |
| 1974 | Tiempos de constitución                            | Rafael Gordon                   |
| 1977 | La guerra de papá                                  | Antonio Mercero                 |
| 1978 | Las Truchas                                        | José Luis García Sánchez        |
| 1980 | El resplandor (Dublagem)                           | Stanley Kubrick                 |
| 1984 | ¿Qué he hecho yo para merecer esto?                | Pedro Almodóvar                 |
| 1985 | Sé infiel y no mires con quién                     | Fernando Trueba                 |
| 1986 | Matador                                            | Pedro Almodóvar                 |
| 1986 | El año de las luces                                | Fernando Trueba                 |
| 1987 | La vida alegre                                     | Fernando Colomo                 |
| 1987 | Moros y cristianos                                 | Luis García Berlanga            |
| 1989 | Bajarse al moro                                    | Fernando Colomo                 |
| 1990 | Don Juan, mi querido fantasma                      | Antonio Mercero                 |
| 1991 | Salsa rosa                                         | Manuel Gómez Pereira            |
| 1992 | Orquesta Club Virginia                             | Manuel Iborra                   |
| 1993 | Kika                                               | Pedro Almodóvar                 |
| 1993 | Amor propio                                        | Mario Camus                     |
| 1993 | ¿Por qué lo llaman amor cuando quieren decir sexo? | Manuel Gómez Pereira            |
| 1994 | Siete mil días juntos                              | Fernando Fernán Gómez           |
| 1995 | ¿De qué se ríen las mujeres?                       | Joaquín Oristrell               |
| 1997 | El tiempo de la felicidad                          | Manuel Iborra                   |
| 1999 | Pepe Guindo                                        | Manuel Iborra                   |
| 2001 | Clara y Elena                                      | Manuel Iborra                   |
| 2001 | I Love You Baby                                    | Alfonso Albacete e David Menkes |
| 2001 | Sin vergüenza                                      | Joaquín Oristrell               |
| 2005 | Reinas                                             | Manuel Gómez Pereira            |
| 2006 | La dama boba                                       | Manuel Iborra                   |
| 2008 | Enloquecidas                                       | Juan Luis Iborra                |
| 2012 | Ali                                                | Paco R. Baños                   |
| 2016 | Tenemos que hablar                                 | David Serrano                   |

### Televisão
| Año       | Serie/Telefilme/Especial                 | Papel                        |
| --------- | ---------------------------------------- | ---------------------------- |
| 1974      | Silencio, estrenamos                     |                              |
| 1974-1976 | Novela                                   |                              |
| 1976      | Curro Jiménez                            |                              |
| 1979-1982 | Estudio 1                                |                              |
| 1980      | El español y los siete pecados capitales |                              |
| 1982      | Ramón y Cajal                            | Silveira Fañanás García      |
| 1983      | El jardín de Venus                       |                              |
| 1983      | Nunca es tarde                           |                              |
| 1984      | Goya                                     |                              |
| 1987      | Bajarse al moro                          |                              |
| 1988      | Platos rotos                             |                              |
| 1990-1991 | Eva y Adán, agencia matrimonial          | Eva Salvador                 |
| 1995      | Pepa y Pepe                              | Pepa                         |
| 2000      | ¡Ay, Carmela!                            |                              |
| 2003      | La vida de Rita                          | Rita                         |
| 2003      | El club de la comedia                    | Invitada                     |
| 2004      | El inquilino                             | Taxista (1x01)               |
| 2011      | Hospital Central                         |                              |
| 2011      | Dues dones divines                       |                              |
| 2014-2015 | La que se avecina                        | María Teresa Saenz de Tejada |
| 2016      | El hombre de tu vida                     | Pilar                        |
| 2021      | Tudo menos Natal                         | Blanca                       |

### Teatro
Atriz
| Ano  | Peça de teatro                          |
| ---- | --------------------------------------- |
| 1975 | Divinas palabras                        |
| 1978 | El zoo de cristal                       |
| 1980 | María, la mosca                         |
| 1980 | Casa con dos puertas mala es de guardar |
| 1982 | Agnus Dei                               |
| 1984 | Sublime decisión                        |
| 1985 | Bajarse al moro                         |
| 1987 | ¡Ay, Carmela! *                         |
| 2003 | El sueño de una noche de verano         |
| 2004 | Doña Rosita la soltera                  |
| 2006 | ¡Ay, Carmela!                           |
| 2009 | La abeja reina                          |
| 2011 | Shirley Valentine                       |
| 2014 | Así es, si así fue                      |
| 2015 | Buena Gente                             |

(*) Festival Iberoamericano de Teatro de Bogotá.
Diretora
| Ano  | Peça de teatro           |
| ---- | ------------------------ |
| 2000 | La tentación vive arriba |
| 2008 | Adulterios               |